# L'Escadrille sous-marine
L'Escadrille sous-marine (Stingray) est une série télévisée britannique en 40 épisodes de 25 minutes, créée par Sylvia et Gerry Anderson et diffusée entre le 4 octobre 1964 et le 27 juin 1965 sur ATV.
Au Québec, la série a été diffusée à partir du 12 septembre 1966 à Télé-Métropole, et en France, en 1996 sur la chaîne Sérieclub. Elle reste inédite dans les autres pays francophones.

## Synopsis
En 2065, la patrouille de sécurité aquatique mondiale (World Aquanaut Security Patrol - WASP) combat les Aquaphibiens, une race de guerriers sous-marins dirigée par le roi Titan, désireux d'exterminer les Terriens afin de prendre possession de la Terre. Le capitaine Troy Tempest est à la tête de l'escadrille sous-marine et son arme ultime, le Stingray, un sous-marin nucléaire équipé des dernières technologies.

## Distribution (voix originales)
- Don Mason : capitaine Troy Tempest / Divers autres
- Robert Easton : lieutenant George Lee Sheridan / agent X-2-Zero / divers autres
- Ray Barrett : commandant Sam Shore / Le roi Titan / sous-lieutenant John Horatio Fisher / technicien de l'usine / divers autres
- Lois Maxwell : lieutenant Atlanta Shore / Divers autres
- David Graham : Oink / Doc / amiral Jack Denvers / divers autres
- Gary Miller : capitaine Troy Tempest (version chantée uniquement)

## Épisodes
37 épisodes ont été doublés en français. Deux épisodes demeurent inédits à la télévision.
1. Marina (Stingray)
2. Alerte ! (Emergency Marineville)
3. Le Vaisseau fantôme (The Ghost Ship)
4. La Mer souterraine (Subterranean Sea)
5. Le Monstre (Loch Less Monster)
6. Cap sur l'aventure (Set Sail for Adventure)
7. L'homme de la marine (The Man from the Navy)
8. L'Echo du Danger (An Echo of Danger)
9. L'Ivresse des profondeurs (Raptures of the Deep)
10. La Pop Star (Titan Goes Pop)
11. Le Palais Disparu (In Search of the Tajmanon)
12. Un Noël mémorable (A Christmas to Remember)
13. Le Concert (Tune of Danger)
14. Le Fantôme (The Ghost of the Sea)
15. Sauvetage dans les airs (Rescue from the Skies)
16. Titre français inconnu (The Lighthouse Dwellers)
17. Menace sur Marineville (The Big Gun)
18. Les Hommes des cavernes (The Cool Cave Man)
19. Titre français inconnu (Deep Heat)
20. L'Étoile de l'Orient (Star of the East)
21. L'Ennemi invisible (Invisible Enemy)
22. Tom Pouce Tempest (Tom Thumb Tempest)
23. Les Frères Jumeaux (Eastern Eclipse)
24. Le Trésor englouti (Treasure Down Below)
25. Silence, on tourne (Stand by for Action)
26. La Banquise (Pink Ice)
27. Les Vaisseaux disparus (The Disappearing Ships)
28. L'Huître géante (Secret of the Giant Oyster)
29. L'Invasion (The Invaders)
30. Un missile pour Marineville (A Nut for Marineville)
31. Prisonniers de l'Abîme (Trapped in the Depths)
32. Un plan audacieux (Count Down)
33. Le Pétrole (Sea of Oil)
34. La Vengeance de Titan (Plant of Doom)
35. Un Plan Machiavélique (The Master Plan)
36. L'Or de l'océan (The Golden Sea)
37. Les Otages (Hostages of the Deep)
38. Le Traître (Marineville Traitor)
39. Les Exploits du Capitaine Tempest (Aquanaut of the Year)

## Production
Comme toutes les précédentes séries de Gerry Anderson, L'Escadrille sous-marine a été filmée par blocs de treize épisodes. Chaque commande faite par Sir Lew Grade pour ITC afin de vendre la série pour le marché américain. En comparaison de sa dernière série Fusée XL5, L'Escadrille sous-marine perfectionne ses techniques de Supermarionation en utilisant des têtes interchangeables pour les poupées leur permettant d'avoir à l'écran toute une palette d'émotions. En ce qui concerne l'intrigue, la relation entretenue par les personnages confère une rare maturité pour ce type de série à destination des enfants. L'ajout d'une chanson en tant que générique de fin par Gary Miller, un crooner célèbre des années 1950-60 en Grande-Bretagne, apporte la note romantique quasi absente des productions de ce type.
Les créateurs de la série se sont inspirés de personnes réelles pour fabriquer le visage des marionnettes :
- James Garner pour Troy Tempest
- Laurence Olivier pour le roi Titan
- Brigitte Bardot pour Marina
- Claude Rains pour l'agent X-2-Zéro.

Parmi les nombreux techniciens qui ont collaboré à la création des maquettes ainsi qu'aux nombreux autres effets visuels, on remarquera la présence de Derek Meddings, qui par la suite participera à des succès cinématographiques tels que la série des James Bond avec Roger Moore, Superman III ou bien encore Batman.

## DVD
- France :

La série est sortie en France chez l'éditeur LCJ Éditions et Productions.
- Stingray volume 1 (Coffret 4 DVD) (20 épisodes) sorti le 8 juin 2016. Le ratio écran est en 1.33:1 plein écran en audio français et anglais mono. Pas de sous-titres disponibles. Aucun bonus présent. Il s'agit d'une édition Zone 2 Pal. (ASIN B01EWWHMSO)
- Stingray volume 2 (Coffret 4 DVD) (19 épisodes) sorti le 5 avril 2017. Le ratio écran est en 1.33:1 plein écran en français et anglais mono. Les sous-titres français sont disponibles pour les deux épisodes inédits à la télévision. Aucun bonus présent. Il s'agit d'une édition Zone 2 Pal. (ASIN B01MYBBUSV)
- Royaume-Uni :

La série a fait l'objet de deux éditions chez Network et ITV Studios Home Entertainment.
- Stingray The Complete Collection (coffret 5 DVD) (40 épisodes) sorti le 28 septembre 2015. Le ratio écran est en 1.33:1 plein écran en audio anglais sans sous-titres. En suppléments une galerie images et photos, biographies des personnages, commentaires audio de Gerry Anderson sur deux épisodes. Il s'agit d'une édition Zone 2 Pal. (ASIN B014H82GAW)
- Stingray The Complete Collection (coffret 5 DVD) (40 épisodes) sorti le 2 avril 2001. Les caractéristiques techniques ainsi que les bonus sont identiques au second coffret édité en 2015. Il s'agit d'une édition Zone 2 Pal. (ASIN B000059RNA)
- États-Unis :

La série a été éditée aux États-Unis chez Timeless Media.
- The Gerry Anderson Collection : Stingray The Complete Series - 50th Anniversary Edition (coffret 5 DVD) (40 épisodes) sorti le 13 janvier 2015. Le ratio écran est en 1.33:1 plein écran 4:3 en audio anglais sans sous-titres. En suppléments un making of datant de 2002 et intitulé The Thing About Stingray ainsi qu'une interview de Gerry Anderson. Il s'agit d'un édition Zone 1 NTSC. (ASIN B00OC6LO7Q)
La série a été éditée chez A&E Home Vidéo.
- Stingray The Complete Series (coffret 5 DVD) (40 épisodes) sorti le 31 décembre 2002. Le ratio écran est en 1.33:1 plein écran 4:3 en audio anglais sans sous-titres. En suppléments une galerie photos, commentaires audio sur deux épisodes de Gerry Anderson et d'un technicien des effets spéciaux, un making of The Thing About Stingray, croquis de production, crédits de fin en français, biographie de Gerry Anderson. (ASIN B000077VOY)